# Charles Tranchant
Pour les articles homonymes, voir Tranchant.
Charles Tranchant (2 juin 1826 à Paris - 13 octobre 1913 à Chauvigny) est un homme d'affaires et homme politique français.

## Biographie
Licencié en droit de la Faculté de droit de Paris en 1848 et archiviste paléographe en 1850, il commence une carrière administrative après avoir été élève de l'École d'administration créée par Hippolyte Carnot. Reçu auditeur au Conseil d'État en 1849, il est nommé secrétaire du Conseil d'administration du ministère de la Justice en 1852. En 1859, après avoir quitté l'administration pour le barreau, il entre aux Messageries maritimes, dont il sera secrétaire général en 1865 puis président de 1896 à 1902. Le 4 avril 1856 il assiste à la fondation de L'Œuvre des Écoles d'Orient, plus connue actuellement sous le nom de L’Œuvre d’Orient. Il fut membre de son 1er Conseil général le 25 avril de la même année, il ne cessera pas de favoriser l’Œuvre tant qu’il restera aux  Messageries maritimes. En 1880, il est nommé administrateur des Mines de la Loire.
Il est élu au Conseil général de la Vienne en 1867 et au Conseil municipal de Paris ainsi qu'au Conseil général de la Seine en 1871. Il est nommé conseiller d'État en 1872.
Il fait par ailleurs œuvre d'historien, ce qui lui vaut d'être membre du conseil de perfectionnement de l'École libre des sciences politiques et de la Commission supérieure des archives et de présider le Comité des travaux historiques et scientifiques, la Société d'agriculture, belles-lettres et arts de Poitiers, la Société de l'École des chartes, la Société de l'histoire de Paris et de l'Île-de-France, la Société de législation comparée et de la Société des amis des monuments parisiens.
Il est le père de la photographe et sculptrice Suzanne Tranchant.

## Publications
- De la préparation aux services publics en France : améliorations dont l'enseignement politique et administratif serait susceptible sous sa forme générale, 1878
- Notice sommaire sur Chauvigny de Poitou et ses monuments, 1882
- Notice sommaire sur l'École nationale d'administration de 1848 et sur les projets ultérieurs d'institutions analogues, 1884
- Guide pour la visite des monuments de Chauvigny en Poitou, 1901
- Le Château de Touffou et ses seigneurs, 1915

## Sources
- Nécrologie par Clovis Brunel, dans Bibliothèque de l'École des chartes, 1913, p. 732-733.